# Инвалидная коляска
Инвалидное кресло-коляска — средство передвижения для людей, не имеющих возможности двигаться как временно (из-за болезни), так и из-за инвалидности, также для передвижения пожилых людей, которые не способны долго идти пешком, но способных находиться в сидячем положении.
Для людей, не способных сидеть, существует «банкетка на колёсах» с аналогичным устройством.

## История
Первоначально инвалидные коляски были изобретены в VI в. до н. э. в Китае.
Гарри Джиггинс был первым, кто наладил серийное производство лёгких стальных инвалидных колясок для помощи другу, который повредил спину в результате аварии в шахте.
В 1655 году Стефан Фарфлер, 22-летний часовщик, страдающий параличом нижних конечностей, построил первое в мире самоходное кресло на трёхколёсном шасси с использованием системы кривошипов и зубчатых колёс. Однако устройство больше походило на ручной велосипед, чем на инвалидную коляску, поскольку конструкция включала ручные рукоятки, установленные на переднем колесе.
- инвалидное кресло 1766 год
- мужчина на инвалидном кресле 1820 год
- женщина в инвалидном кресле 1891 год
- инвалиды Первой мировой войны на колясках 1915 год, Великобритания
- мужчина в инвалидном кресле 1923 год
- 1941 раненый на инвалидном кресле

## Типы
В настоящее время на рынке представлено множество моделей инвалидных колясок, отличающихся как дизайном, так и набором технических характеристик.
Инвалидные кресла-коляски делятся на:
- кресла-каталки. Если человек сильно ослаблен и управлять коляской ему не под силу, в этом случае сиделка, медсестра или опекун возят его в кресле-каталке;
- кресла-коляски. Креслом-коляской инвалид управляет самостоятельно, используя ручной или электрический привод:
  - коляски с механическим приводом — колёса двигаются силой рук;
  - коляски с мотором — электродвигатель и аккумулятор или топливные элементы[2].

Среди колясок с ручным приводом выделяют:
- базовые инвалидные коляски для дома и улицы;
- инвалидные коляски с высокой спинкой;
- коляски с рычажным приводом;
- активные инвалидные коляски;
- спортивные инвалидные коляски;
- детские инвалидные коляски;
- инвалидные коляски для детей с ДЦП;
- инвалидные коляски с санитарным устройством;
- инвалидные коляски, способные передвигаться по ступенькам -ступенькоходы.

### Базовые инвалидные коляски
Базовые инвалидные коляски отличаются по типу подлокотников, подножек, колёс, а также по весу, габаритам и материалам.

#### Подлокотники
Различают следующие виды подлокотников:
- фиксированные, съёмные, откидные;
- по форме — удлинённые, ступенчатые и компромиссные;
- возможности трансформации — цельные, цельные с дополнительными опциями (зажим для зонта, крепления для столика или глубокого подноса для перевозки груза и т. п.), с изменяемой высотой, с изменяемой высотой и дополнительными опциями.

Инвалидное кресло с несъёмными подлокотниками обладает большей устойчивостью за счёт цельной рамы, однако садиться в такое кресло, например, с кровати или стула крайне неудобно. Откидные и съёмные подлокотники дают возможность пересаживаться в кресло с меньшими усилиями, что особенно важно для пожилых и ослабленных людей.
Ступенчатый подлокотник позволяет легко подъезжать к различным препятствиям (например, к столу); удлинённые подлокотники обеспечивают больше комфорта рукам.
Существуют также подлокотники компромиссные, которые являются одновременно удлинёнными и скошенными, что позволяет удобно расположить руки и при этом с лёгкостью подъезжать к столешнице или барной стойке.

#### Подножки
Подножки в свою очередь делятся на:
- фиксированные
- съёмно-откидные
- съёмно-откидные с ортопедической подушкой.

Фиксированные подножки можно отрегулировать по длине в зависимости от роста пользователя.
Съёмно-откидные подножки облегчают транспортировку инвалидной коляски, поскольку без подножек кресло гораздо меньше весит и занимает не так много места. Если человеку не требуется две подножки (например, после ампутации одной ноги), ненужную подножку можно снять, и коляска опять же станет легче. В инвалидное кресло с откидными подножками удобно садиться — это актуально для пожилых людей, способных самостоятельно передвигаться и пользующихся креслом лишь иногда.
Съёмно-откидные подножки с ортопедической подушкой изменяют угол наклона вплоть до горизонтального положения. Это повышает уровень функциональности. В частности, с такой подножкой человеку будет комфортно при переломе костей таза, когда на всю ногу наложен гипс и согнуть её невозможно.
Разные виды подлокотников и подножек обеспечивают различный уровень комфорта и подбираются с учётом общего физического состояния инвалида и особенностей заболевания.

#### Колёса
В зависимости от предполагаемой среды использования (на улице или дома) выбирается инвалидная коляска либо:
- с пневматическими колёсами, обеспечивающими повышенный уровень амортизации, либо
- с более износостойкими литыми.

Литые колёса хороши для передвижения по идеально ровной поверхности, поэтому коляска с литыми колёсами больше подойдёт для дома. Такие колёса не требуют практически никакого ухода и служат дольше. Если литое колесо лопается, оно заменяется полностью вместе с ободом.
Коляска на надувных, или пневматических колёсах обычно используется для прогулок по улице, поскольку идёт более мягко, сглаживая недостатки неровной дороги. Пневматические колёса требуют такого же ухода, как велосипедные: их нужно периодически подкачивать и заменять. При проколе надувного колёса можно заменить и камеру, и покрышку — замена обода при этом не требуется.
Вес и габариты инвалидных колясок варьируются в зависимости от модели. Обычные базовые коляски весят в среднем 19 кг, облегчённые коляски из алюминия — до 15 кг, а вес самых прогрессивных спортивных колясок составляет 8-15 кг. Ширина сиденья варьируется 30 до 56 см и подбирается в соответствии с комплекцией пациента. Для полных пациентов предусмотрены специальные инвалидные коляски с расширенным сиденьем и повышенной грузоподъёмностью, которая достигается за счёт усиленной двойной рамы.

#### Рама
Рамы инвалидных колясок в основном изготавливают из стали, а в случае с облегчёнными моделями — из алюминия, титана или других облегчённых сплавов, при этом рама может быть цельной, складной или активной (состоящей из левой и правой половин, скреплённых подшипником — для устойчивости на бугристой поверхности) при этом она может быть и складной.

#### Обивка сиденья
В качестве обтягивающего материала для кресел используют:
- кожзаменитель. Кресла из кожзаменителя легко моются, что особенно актуально в больницах, где необходима частая санитарная обработка после каждого пациента, а также в домашних условиях в том случае, если инвалид страдает недержанием;
- гигроскопичный материал с мягкой подложкой. Дышащий гигроскопический материал с мягкой подложкой обеспечивает пациенту повышенный уровень комфорта и также поддаётся санитарно-гигиенической обработке.

Коляски также оборудованы могут быть туалетным устройством для гигиенических целей.

### Коляски с высокой спинкой
Коляски с высокой спинкой, способной менять угол наклона, и ортопедическими подножками предназначены для людей, которые вынуждены проводить в коляске большое количество времени. Спинку кресла можно отрегулировать таким образом, чтобы человек полусидел-полулежал: при этом уменьшается нагрузка на позвоночник и пребывание в кресле становится более комфортным. Спинка кресла откидывается назад до горизонтального положения, ортопедические подножки поднимаются вверх на 90 градусов, и кресло-коляска превращается фактически в кровать.

### Рычажные коляски
Коляски с рычажным приводом позволяют людям с ограниченными возможностями самостоятельно передвигаться на значительные расстояния по относительно неровной поверхности. Рычажная инвалидная коляска подойдёт человеку с хорошо развитой мускулатурой плеч и рук, который хочет поддерживать себя в хорошей физической форме.
Для пользователей с односторонними ограничениями функций тела существуют рычажные коляски с управлением одной рукой: при этом рычаг расположен либо с правой, либо с левой стороны.

### Активные коляски
За счёт гибкой системы регулировок (количество которых доходит до 40) активную коляску можно настроить с учётом индивидуальных особенностей конкретного человека: роста, веса, конституции тела, ограничения двигательной функции. Активные коляски предназначены для людей с инвалидностью, которые ведут активный образ жизни, много и часто передвигаются, хотят иметь максимум мобильности и манёвренности.

### Спортивные коляски
Спортивные коляски предназначенные для занятия профессиональным спортом и танцами. Подобные коляски изготавливаются на заказ с учётом всех особенностей планируемой эксплуатации. При этом используются особо прочные материалы, способные выдержать экстремальные спортивные нагрузки.
Спортивные инвалидные коляски весят намного меньше стандартных базовых колясок (8-14,5 кг). Подобная лёгкость достигается за счёт рамы из особых лёгких сплавов, уменьшенного диаметра передних колёс, специально смоделированной спинки и минимальных подлокотников.

### Детские инвалидные коляски
Среди детских инвалидных колясок также выделяют базовые и активные. Подбирается коляска с учётом, прежде всего, возраста ребёнка, его физического состояния и предполагаемой среды использования.

### Коляски для детей сДЦП
Конструкция колясок для детей в ДЦП разработана с учётом особенностей заболевания и необходимых мер безопасности.
В данной категории выделяют:
- коляски для дома;
- коляски для улицы.

Коляска для дома имеет лёгкую, но прочную спинку, фиксаторы головы, единую подножку, боковые фиксаторы, страховочные ремни и абдуктор, защищающий ребёнка от непроизвольного «винтового» скручивания ног.
Коляска для улицы оснащена страховочными ремнями, абдуктором и капюшоном. Внешне коляски прогулочного типа очень похожи на традиционные детские коляски, что помогает родителям, чей ребёнок болеет ДЦП, избежать лишних взглядов и нежелательных вопросов.

### Коляски с электроприводом
Первые коляски с электроприводом появились ещё после Первой Мировой войны.
Инвалидная коляска с электрическим приводом приводится в действие электромотором
. Чаще всего используются синхронные трехфазные многополюсные мотор-колёса, подобные тем что установлены в сегвеях, гироскутерах и электросамокатах, управление скоростью движения происходит за счёт изменения частоты переменного тока — коляска имеет регулируемый инвертор на IGBT-транзисторах. Использование многополюсных двигателей позволяет создавать мотор-колёса, ротор с постоянными магнитами непосредственно объединён с колесом, механический редуктор такому типу колёсного движителя не нужен.
Существуют инвалидные кресла с подвижной спинкой.
В мировой практике коляски с электроприводом выдаются бесплатно только если травмирована верхняя часть тела, пациент явно физически слаб или у него проблемы с сердцем. В противном случае возможно приобретение только за собственные деньги.
Обычно управляются ручным управлением, джойстиком.

### Коляски, способные перемещаться по ступенькам
Коляски-ступенькоходы предназначены для реализации возможности перемещаться (подниматься и спускаться) по лестничным ступеням без помощи посторонних лиц. В мире существует несколько типов колясок-ступенькоходов. Это сложные механизмы с электроприводом. Такие образцы отличаются очень высокой стоимостью, сопоставимой со стоимостью бюджетной машины.. Также существуют более простые и дешёвые варианты колясок, способных перемещаться по лестницам отечественного производства. Типы колясок с ручным приводом и электроприводом.
Существуют проекты инвалидных кресел:
- способных перемещаться по ступенькам[5];
- с гусеницами[6]

### Инвалидные коляски для собак
Конструкция представляет собой двухколёсную тележку, поставленную под задние лапы животного и прикреплённую к корпусу собаки. Колёса позволяют либо частично опираться на задние лапы либо не опираться вовсе а двигаться при помощи только передних лап.
Такие устройства подходит для собак с проблемами опорно-двигательного аппарата или с парализованными, а также отсутствующими задними конечностями. Интересно, что в отличие от людей, по мнению зоопсихологов, такой способ движения не влияет на психоэмоциональное состояние животного.

## Доступность зданий
Кампания по приспособлению инфраструктуры началась в 1990-х годах в США с принятием «Americans with Disabilities Act of 1990», создавшего Золотое правило.
Люди с ограниченными физическими возможностями должны иметь равный доступ, включая общественный транспорт и здания.
Доступ в здания и сооружения может быть осуществлён следующими средствами:
- Пандус для заезда (обычно под углом до 7° или 10° при наличии перил), плюс кнопка для вызова помощи,
- Специальный лифт для колясочников или подъёмник (если по каким-либо причинам отсутствует лифт);
- Приспособление инфраструктуры:
  - Более низкие кассовые боксы (на две кассы, возле каждой из которых может быть поставлена корзина). В остальное время используются как экспресс — кассы;
  - Более низкое размещение автоматов, кнопок и т. д.;
  - Специальные туалетные комнаты для удобства перемещения;
  - Дополнительные откидные (боковые) сиденья в зрительных залах (коляска может быть поставлена на данное место);
- Резервирование парковочных мест под специальные автомобили.
- Автоматически-открывающие широкие двери в общественных местах: магазинах, больницах, на вокзалах.
- Низкие бордюры на перекрёстках для проезда людей на инвалидных колясках
- Низкопольные автобусы, или оборудованными специальными подъёмниками, также поезда, самолёты и другие виды транспорта.

В ряде стран законодательно существует требование оборудовать пандус.
Однако стоит отметить, что в РФ крайне небольшое количество как жилых, так и общественных зданий приспособлено для использования инвалидами.

## Общественный транспорт для инвалидов-колясочников

### Электропоезда
В принципе, и ранее при проектировании высоких платформ железнодорожного транспорта учитывались интересы лиц с ограниченными возможностями. Но наблюдаются тенденции
- В трамваях — понижение уровня пола прежде всего в связи с более ранним повышением нагрузки на данный вид транспорта, что ускоряло посадку и высадку.
- Уменьшение количества сидячих мест в вагонах поездов из-за критической пропускной способности, связанной с разрастанием городов с выделением просторной площадки, где можно разместить и багаж, и коляски.

Однако по общей тенденции начинают размещаться и лифты для инвалидов.

### Иной городской транспорт
Первым этапом был разработан низкопольный транспорт. Смысл заключается в том, что оборудование размещается в основном районе колёсных арок (тележек в вагонах), а также в промежутке между кабиной водителя и ближайшей колёсной аркой. Дополнительное оборудование размещается на своеобразном постаменте под блоком сидений, а место в районе средней двери отводится под накопительную площадку, где может быть размещён багаж, детские и инвалидные коляски.
Однако данные безрельсовые транспортные средства в настоящее время не лишены недостатков:
- за счёт ведущих трёх осей имеют ограниченную манёвренность. Существуют модели (наиболее известная в РФ ПАЗ-3237), лишённая данного недостатка, но за счёт малого числа посадочных мест (18+36/18+20+2 коляски) ограничена в выборе маршрутов;
- низкопольные автобусы и троллейбусы менее удобны в условиях больших пассажиропотоков по причине узкого прохода между задними колёсными арками и отсутствия задней накопительной площадки. Однако в моделях произведённых заводом МАЗ этот недостаток уменьшен по причине другой конструкции заднего ведущего моста и уменьшенного числа сидячих мест

Вторым этапом разработана выдвижная аппарель, поднимаемая специальным ключом кондуктором (в некоторых странах выдаётся и колясочникам) для облегчения въезда.
Низкопольный транспорт ставится прежде всего на внутрирайонные маршруты, а также при возможности пересадки на другой приспособленный транспорт.
Следует отметить, что с середины 2000-х годов Москва закупает только низкопольные автобусы, троллейбусы и электробусы.

## Автомобили для людей, передвигающихся на коляске
С 1949-х годов разрабатываются автомобили для людей, использующих инвалидную коляску (Cars for wheelchair users), например, Canta (некоторые модели), Chairiot solo.
Производят мотоколяски (мотоциклы и автомобили для инвалидов) и обычные автомобили с ручным управлением. Также существует электроскутеры и микроэлектромобили для инвалидов.
Нейромобиль представляет собой электроприводное транспортное средство, пилотируемое посредством ментальных команд пилота[значимость факта?]. Команды управления нейромобилем считываются при помощи электроэнцефалографии и электромиографии пилота. Опытный образец нейромобиля разрабатывается в ННГУ
Также есть трёхколёсные велосипеды и электровелосипеды с креслом с возможностью управления и передвижения с помощью одних рук.

## Спорт на инвалидных колясках
- Теннис на колясках
- Баскетбол на колясках
- Кёрлинг на колясках
- Фехтование в инвалидных колясках